# Holms socken, Uppland
Holms socken i Uppland ingick i Lagunda härad, ingår sedan 1971 i Enköpings kommun och motsvarar från 2016 Holms distrikt.
Socknens areal är 8,73 kvadratkilometer, allt land. År 2000 fanns här 26 invånare. Sjöö slott samt sockenkyrkan Holms kyrka ligger i socknen. Av gårdarna lydde tidigare hemman i socknen utom prästgården under Sjöö slott.

## Administrativ historik
Holms socken omtalas första gången 1257 ('in parrochia Holm').
Vid kommunreformen 1862 övergick socknens ansvar för de kyrkliga frågorna till Holms församling och för de borgerliga frågorna bildades Holms landskommun. Landskommunen uppgick 1952 i Lagunda landskommun som 1971 uppgick i Enköpings kommun. Församlingen uppgick 2010 i Lagunda församling.
1 januari 2016 inrättades distriktet Holm, med samma omfattning som församlingen hade 1999/2000.
Socknen tillhörde fram till 1540-talet Hagunda härad, men överfördes sedan till Lagunda härad. Holm har senare tillhört län, fögderier, tingslag och domsagor enligt vad som beskrivs i artikeln Lagunda härad. De indelta soldaterna tillhörde Upplands regemente, Sigtuna kompani.

## Geografi
Holms socken ligger nordost om Enköping på halvön mellan Ekolns vikar Lårstaviken i norr och Gorran i öster. Socknen är småkuperad slättbygd.

## Fornlämningar
Från järnåldern finns fem gravfält. Tre runstenar har återfunnits.

## Namnet
Namnet skrevs 1313 Aggaholm och 1424 Holm. Namnet innehåller holme syftande på att området i äldre tid var kringfluten av vatten, med den tidigare förleden agga har betydelsen 'bakström', 'dyning, bränning'.